# Enrique Aja
Enrique Alberto Aja Cagigas (Pontones, 23 de marzo de 1960) es un exciclista español, profesional entre 1983 y 1992. Logró su mayor éxito deportivo en la Vuelta a España, donde consiguió una victoria de etapa en la edición de 1987.

## Palmarés
| 1982 (amateur) - Bizkaiko Bira 1983 - 1 etapa en la Vuelta a Cantabria - 1 etapa en la Vuelta a La Rioja 1984 - 1 etapa en la Vuelta a los Valles Mineros 1985 - Trofeo Luis Puig | 1986 - 1 etapa en la Vuelta a Cantabria 1987 - 1 etapa en la Vuelta a España 1989 - Vuelta a La Rioja 1990 - Trofeo Masferrer |

## Resultados en las Grandes Vueltas
| Carrera         | 1983 | 1984 | 1985 | 1986 | 1987 | 1988 | 1989 | 1990 | 1991 |
| --------------- | ---- | ---- | ---- | ---- | ---- | ---- | ---- | ---- | ---- |
| Giro de Italia  | -    | -    | -    | -    | -    | -    | -    | -    | -    |
| Tour de Francia | 75.º | 51.º | 62.º | 60.º | 58.º | 64.º | -    | -    | -    |
| Vuelta a España | -    | 23.º | -    | 20.º | 19.º | -    | 21.º | 40.º | 61.º |